# Karl zu Isenburg-Birstein

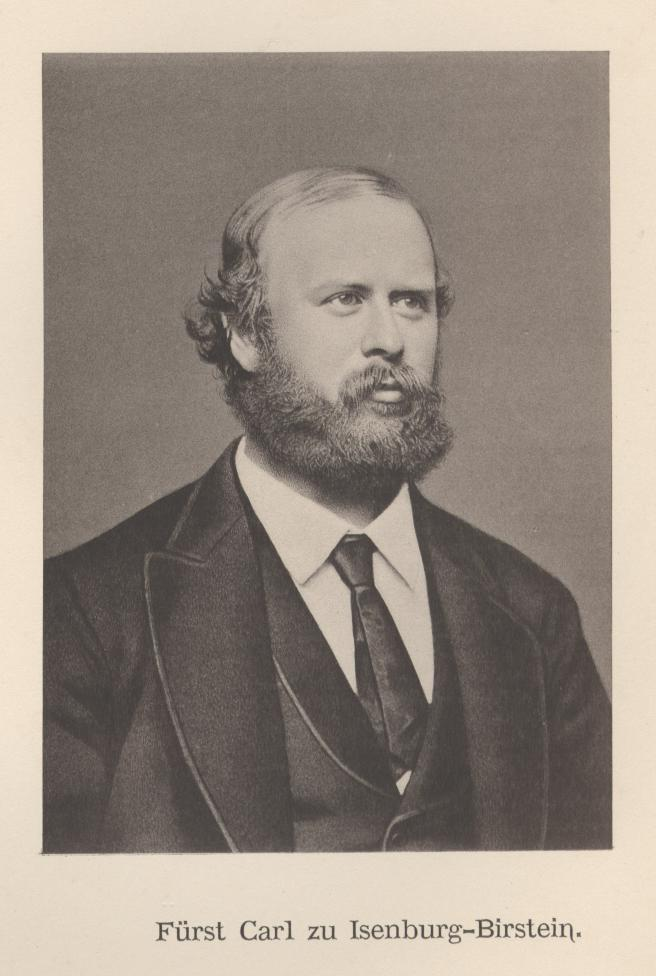
Karl II. zu Isenburg-Büdingen

Fürst Karl zu Isenburg und Büdingen in Birstein, auch Fürst Karl II. zu Isenburg-Büdingen (* 29. Juli 1838 in Birstein; † 4. April 1899 in Schlackenwerth, Böhmen) war Chef des hochadeligen Hauses Isenburg und Büdingen in Birstein, Standesherr und Mitglied des Preußischen Herrenhauses sowie der Ersten Parlamentskammer der Landstände des Großherzogtums Hessen.

## Familie
Der Fürst war als Prinz auf den vollen Namen Karl Viktor Amadeus Wolfgang Kasimir Adolf Bodo getauft worden. Er war der Sohn von Prinz Viktor zu Isenburg und Büdingen in Birstein (1802–1843) und dessen Gemahlin Maria Crescentia zu Löwenstein-Wertheim-Rosenberg (1813–1878), Tochter des Fürsten Karl Thomas zu Löwenstein-Wertheim-Rosenberg.

## Leben
Nach dem frühen Tod des Vaters übernahm der Onkel, Wolfgang Ernst III., Fürst zu Isenburg und Büdingen in Birstein, die Vormundschaft über den Prinzen. Dieser war zwar protestantisch getauft, von seiner Mutter aber weitgehend katholisch erzogen worden. Mit 15 Jahren wollte der Junge zum Katholizismus konvertieren, wurde jedoch von seinem Vormund daran gehindert, der Mutter entzogen und auf die Universität Wittenberg geschickt. Nach Erreichen der Volljährigkeit konvertierte der Prinz 1861 in Mainz zum katholischen Glauben.
1865 vermählte er sich mit Erzherzogin Maria Luisa (1845–1917), der Tochter Großherzogs Leopold II. von Toskana und dessen Gattin Maria Antonia von Neapel-Sizilien. Die Halbschwester der Braut, Auguste Ferdinande von Österreich, war die Gemahlin des Prinzen Luitpold von Bayern, ab 1886 Regent seines Landes. Die Verbindung der Habsburger mit Karl zu Isenburg stellt der Historiker Matthias Stickler in den Zusammenhang des stetigen Machtverlusts der Habsburger im Deutschen Bund, der über Heiratsverbindungen wie diese kompensiert werden sollte.
Nach dem Tode des Onkels Wolfgang Ernst III. wurde Karl zu Isenburg-Birstein 1866 als Karl II. Fürst und Standesherr, Familienchef sowie Mitglied des Preußischen Herrenhauses bzw. der 1. Hessischen Parlamentskammer.
Zusammen mit seinem Schwager (Ehemann seiner Schwester Adelheid), Fürst Karl Heinrich zu Löwenstein-Wertheim-Rosenberg, entwickelte sich Fürst Karl zu Isenburg-Birstein besonders in der Zeit des Kulturkampfes zu einem der rührigsten Aktivisten für die katholische Sache, die er in den Parlamenten und durch mehrere Publikationen nachhaltig vertrat. Er engagierte sich auch bei Katholikenversammlungen als Redner und avancierte zum Präsidenten des „Vereins zum Schutze deutscher Auswanderer“ (Raphaelsverein), der sich insbesondere um die katholischen Nordamerika-Emigranten kümmerte. Am 10. November 1880 wurde der Fürst zum Vorsitzenden der überkonfessionellen Sozialkonservativen Vereinigung gewählt, die zu einem Großteil aus süddeutschen Protestanten bestand und die konservativen politischen Kräfte vereinigen sollte (siehe Karl Konstantin von Fechenbach).
Auf einer Reise starb Fürst Karl 1899 überraschend auf Schloss Schlackenwerth bei Karlsbad.
Sein Sohn, Fürst Franz-Joseph zu Isenburg-Birstein (1869–1939) war ab 1915 Chef der deutschen Verwaltung im besetzten Litauen. Dessen Urenkelin Sophie Prinzessin von Isenburg (* 1978) ist verheiratet mit dem derzeitigen Chef des Hauses Hohenzollern, Georg Friedrich Prinz von Preußen.

## Schriften
- Die neue Aera in Baden. Verlag für Kunst und Wissenschaft, Frankfurt am Main 1866.
- Die Parteien im deutschen Reichstag und die Socialdemokratie. Ein Beitrag zur Lösung der brennenden Frage der Gegenwart auf dem Wege der Gesetzgebung. Verlag Franz Kirchheim, Mainz 1877.